# خیمانی
خیمانی (به لاتین: Jimaní) یک شهر در جمهوری دومینیکن است که در استان ایندپندنسیا واقع شده‌است.

## خصوصیات
خیمانی ۴۷۲٫۵ کیلومترمربع مساحت و ۱۳٬۹۹۲ نفر جمعیت دارد و ۳۱ متر بالاتر از سطح دریا واقع شده‌است.